# Fritjof den djärves saga

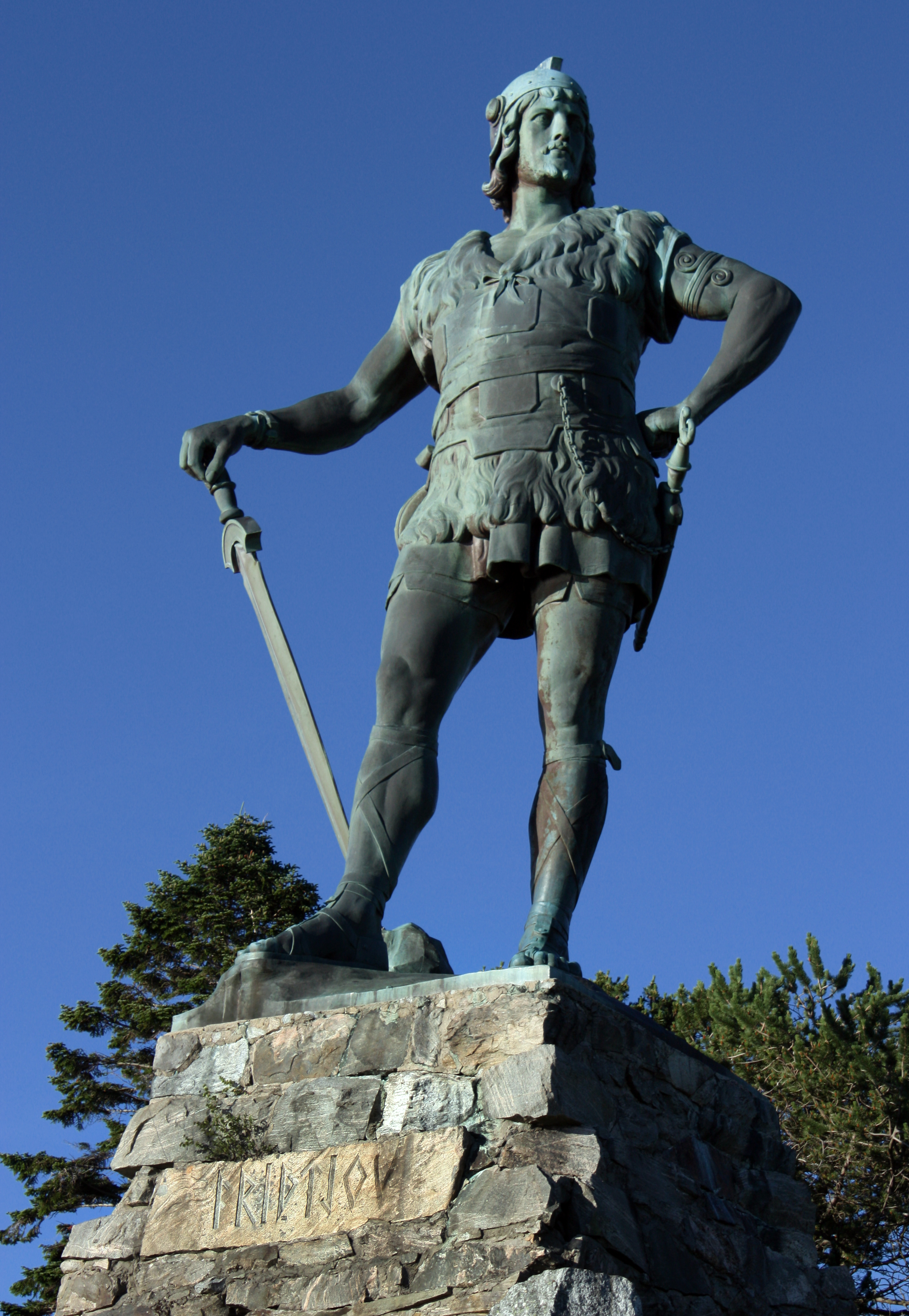
Vilhelm II av Tyskland bekostade denna 22 meter höga staty av Fritjof den djärve, skapad av Max Unger. Statyn finns på Vangsnes i Sogn og Fjordane fylke.

Fritjof den djärves saga (Friðþjófs saga hins frœkna) är en isländsk så kallad fornaldarsaga från omkring år 1300, som handlar om den norske hjälten Fritjof och hans käresta Ingeborg.
Sagan är särskilt känd genom Esaias Tegnérs diktverk Frithiofs saga från 1825. År 1912 lät den tyske kejsaren Vilhelm II göra en monumentalstaty av Fritjof som en gåva till Norge. 